# David Blondel
David Blondel (1591 – 1655) fue un pastor calvinista francés, conocido por su erudición sobre el mundo clásico y sus estudios históricos. Ordenado en 1614, fue sacerdote de parroquia en Houdan y Roucy, hasta que en 1644, se le relevó de sus deberes y se dedicó a sus estudios a tiempo completo. En 1650, se convirtió en profesor de Historia en la Universidad de Ámsterdam, sucediendo a Gerhard Johann Vossius. Como historiador se destacó como crítico de fuentes falsas y de la mitología, lo que le ganó la admiración de los intelectuales dieciochescos de la Ilustración. Es muy citado por haber desestimado de forma crítica la presunta existencia de la Papisa Juana, en su obra Familier Eclaircissement de la Question, Si une femme a esté assise au Siege Papal de Rome entre Leon IV & Benoist III. También desacreditó la historicidad de las "Pseudo-Decretales Isidorianas", que había defendido el jesuita Francisco Torres.